# رقص ارواح قبیله سو
رقص ارواح قبیله سو (انگلیسی: Sioux Ghost Dance) یک فیلم صامت سیاه و سفید محصول ۱۸۹۴ از استودیو ادیسون است که توسط ویلیام کندی دیکسون و ویلیام هیس به عنوان فیلمبردار ساخته شده‌است. این فیلم فیلمبرداری شده بر روی یک قرقره، با استفاده از گیج استاندارد ۳۵ میلی‌متری، دارای زمان اجرا ۲۱ ثانیه است. رقص ارواح قبیله سو همزمان با رقص بوفالو در استودیوی بلاک ماریا ادیسون فیلمبرداری شد. این دو تا از اولین فیلم‌هایی هستند که دربارهٔ بومیان آمریکایی ساخته شده‌اند. در این فیلم گروهی از جنگجویان قبیله سو شامل دو پسر، رقص ارواح را اجرا می‌کنند. طبق کاتالوگ ادیسون، بازیگران در هر دو فیلم، افراد اصیل قبیله سو بودند که لباس‌های سنتی و رنگ‌های جنگی به تن داشتند.